# 薩凡納河

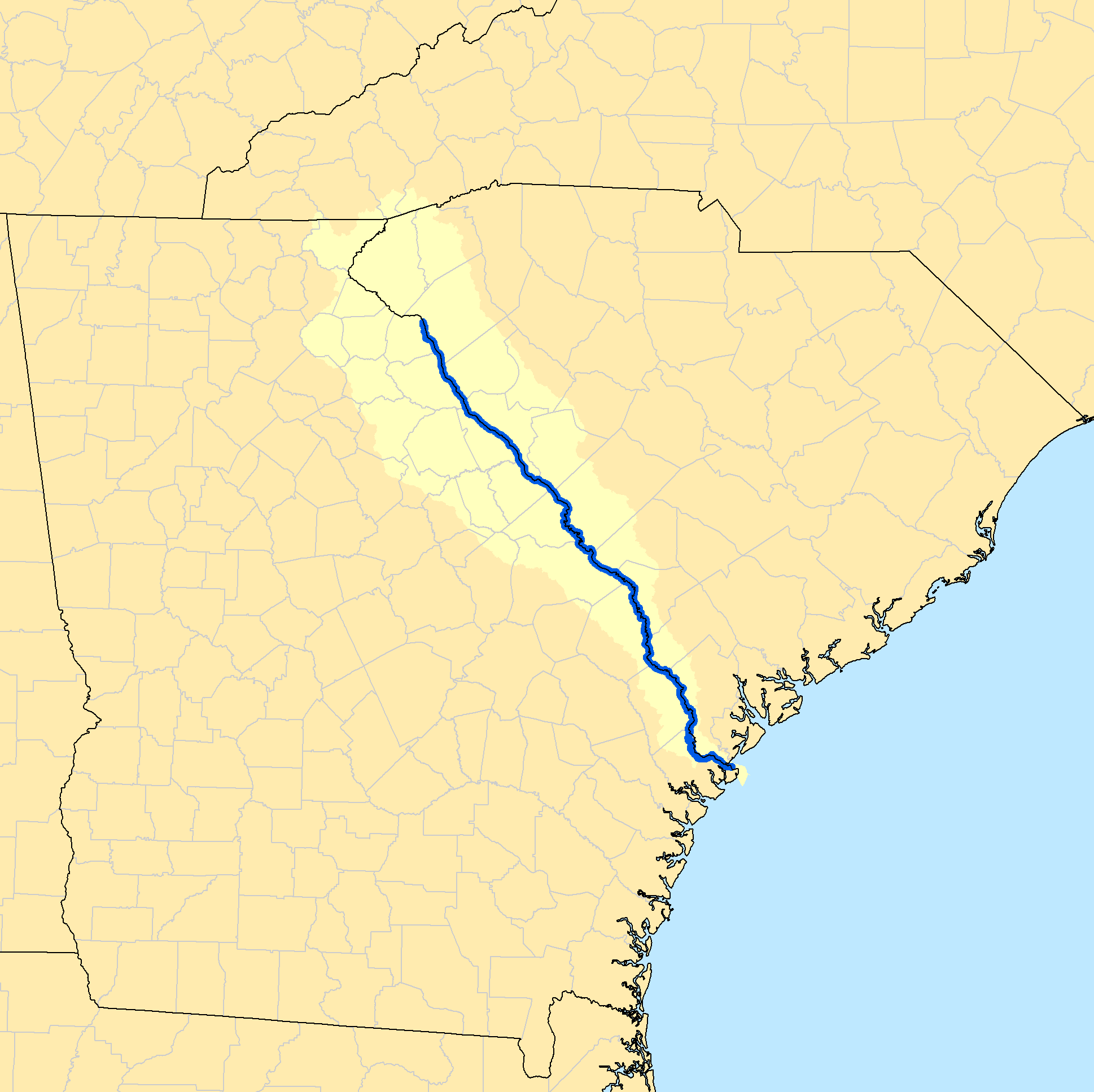
萨凡纳河流域圖

萨凡纳河（英語：Savannah River）是美国东南部的一条河流，它构成了南卡罗来纳州和佐治亚州之间的大部分边界。萨凡纳的两条支流图加卢河和查图加河构成了边界的最北端。萨凡纳河流域延伸到北卡罗来纳州境内阿巴拉契亚山脉的东南侧，以东部大陆分水岭为界。这条河长约301英里（484公里）。萨凡纳河由图加卢河和塞内卡河汇合而成。如今这个汇合处被淹没在哈特韦尔湖之下，故在地圖上僅能看到一條西北-東南流向的河流。
萨凡纳河沿岸有两个主要城市，佐治亚州的萨凡纳和奥古斯塔。在美国历史早期，他们是英国殖民者定居点的核心，同時長期是十三殖民地的南界。萨凡纳河在萨凡纳是潮汐性的。从那里向下游，河流在流入大西洋之前变宽成河口，受海洋影響大。